# Brabham BT45
Brabham BT45(и его модификации) — гоночный автомобиль команды Формулы-1 Martini Racing, выступавший в Чемпионатах мира с 1976 по 1978 год.

## История
Перед началом сезона 1976 года команда заключила соглашение с Alfa Romeo на поставку их моторов — очень мощных, но тяжёлых, ненадёжных и очень прожорливых. Главный конструктор Гордон Марри долго работал над тем, чтобы сделать машину легче, используя новейшие технологии того времени. Но после гибели в авиакатастрофе лидера команды Карлуса Пасе, потрясённая команда не смогла довести шасси до ума.

## Результаты выступлений в гонках
| Год  | Команда              | Шасси      | Двигатель                  | Шины | N°        | Пилоты | 1    | 2    | 3    | 4    | 5    | 6    | 7   | 8    | 9    | 10   | 11   | 12   | 13   | 14   | 15   | 16   | 17 | Место | Очки |
| ---- | -------------------- | ---------- | -------------------------- | ---- | --------- | ------ | ---- | ---- | ---- | ---- | ---- | ---- | --- | ---- | ---- | ---- | ---- | ---- | ---- | ---- | ---- | ---- | -- | ----- | ---- |
| 1976 | Martini Racing       | BT45       | Alfa Romeo 115-12 B12, 3,0 | G    |           | БРА    | ЮАР  | СШЗ  | ИСП  | БЕЛ  | МОН  | ШВЕ  | ФРА | ВЕЛ  | ГЕР  | АВТ  | НИД  | ИТА  | КАН  | США  | ЯПО  |      | 9  | 9     |      |
| 1976 | Martini Racing       | BT45       | Alfa Romeo 115-12 B12, 3,0 | G    | Ройтеман  | 12     | Сход | Сход | 4    | Сход | Сход | Сход | 11  | Сход | Сход | Сход | Сход |      |      |      |      |      | 9  | 9     |      |
| 1976 | Martini Racing       | BT45       | Alfa Romeo 115-12 B12, 3,0 | G    | Пасе      | 10     | Сход | 9    | 6    | Сход | 9    | 8    | 4   | 8    | 4    | Сход | Сход | Сход | 7    | Сход | Сход |      | 9  | 9     |      |
| 1976 | Martini Racing       | BT45       | Alfa Romeo 115-12 B12, 3,0 | G    | Штоммелен |        |      |      |      |      |      |      |     |      | 6    |      |      |      |      |      |      |      | 9  | 9     |      |
| 1976 | Martini Racing       | BT45       | Alfa Romeo 115-12 B12, 3,0 | G    | Перкинс   |        |      |      |      |      |      |      |     |      |      |      |      |      | 17   | Сход | Отк  |      | 9  | 9     |      |
| 1977 | Martini Racing       | BT45 BT45B | Alfa Romeo 115-12 B12, 3,0 | G    |           | АРГ    | БРА  | ЮАР  | СШЗ  | ИСП  | МОН  | БЕЛ  | ШВЕ | ФРА  | ВЕЛ  | ГЕР  | АВТ  | НИД  | ИТА  | США  | КАН  | ЯПО  | 5  | 27    |      |
| 1977 | Martini Racing       | BT45 BT45B | Alfa Romeo 115-12 B12, 3,0 | G    | Уотсон    | Сход   | Сход | 6    | ДСК  | Сход | Сход | Сход | 5   | 2    | Сход | Сход | 8    | Сход | Сход | 12   | Сход | Сход | 5  | 27    |      |
| 1977 | Martini Racing       | BT45 BT45B | Alfa Romeo 115-12 B12, 3,0 | G    | Пасе      | 2      | Сход | 13   |      |      |      |      |     |      |      |      |      |      |      |      |      |      | 5  | 27    |      |
| 1977 | Martini Racing       | BT45 BT45B | Alfa Romeo 115-12 B12, 3,0 | G    | Штук      |        |      |      | Сход | 6    | Сход | 6    | 10  | Сход | 5    | 3    | 3    | 7    | Сход | Сход | Сход | 7    | 5  | 27    |      |
| 1977 | Martini Racing       | BT45 BT45B | Alfa Romeo 115-12 B12, 3,0 | G    | Франча    |        |      |      |      |      |      |      |     |      |      |      |      |      | НКВ  |      |      |      | 5  | 27    |      |
| 1978 | Parmalat Racing Team | BT45С      | Alfa Romeo 115-12 B12, 3,0 | G    |           | АРГ    | БРА  | ЮАР  | СШЗ  | МОН  | БЕЛ  | ИСП  | ШВЕ | ФРА  | ВЕЛ  | ГЕР  | АВТ  | НИД  | ИТА  | США  | КАН  |      | 3  | 53    |      |
| 1978 | Parmalat Racing Team | BT45С      | Alfa Romeo 115-12 B12, 3,0 | G    | Лауда     | 2      | 3    |      |      |      |      |      |     |      |      |      |      |      |      |      |      |      | 3  | 53    |      |
| 1978 | Parmalat Racing Team | BT45С      | Alfa Romeo 115-12 B12, 3,0 | G    | Уотсон    | Сход   | 8    | НС   |      |      |      |      |     |      |      |      |      |      |      |      |      |      | 3  | 53    |      |

| Легенда к таблице |                                                                    |
| --- | ------------------------------------------------------------------ |
| В таблице перечислены результаты всех Гран-при Формулы-1, в которых использовался автомобиль. Строками таблицы являются сезоны, столбцами — этапы чемпионата мира. В каждой клетке указаны сокращённое название этапа и результат, дополнительно обозначенный цветом. Расшифровка обозначений и цветов представлена в нижеследующей таблице. |                                                                    |
| \| Пример \| Описание \| \| ------------ \| ------------------------------------------------------------------ \| \| 1 \| Победитель \| \| 2 \| Второе место \| \| 3 \| Третье место \| \| 5 \| Финишировал, заработав очки \| \| Сход \| Не финишировал, но при этом заработал очки \| \| 12 \| Финишировал, не получив очков \| \| НКЛ \| Финишировал, но не попал в финальную классификацию \| \| 15 \| Участвовал вне зачёта, либо по отдельной классификации \| \| 18 \| Не финишировал, но попал в финальную классификацию \| \| Сход \| Не финишировал \| \| НКВ \| Не прошёл квалификацию \| \| НПКВ \| Не прошёл предквалификацию \| \| ДСК \| Дисквалифицирован \| \| ИСК \| Исключён из протокола соревнований \| \| ТТ \| Заявлен для участия только в тренировках \| \| НС \| Участвовал в квалификации, но не стартовал в гонке \| \| Т \| Травмирован или болен \| \| ОТК \| Отказ от участия \| \| НТР \| Прибыл на соревнования, но на трассу не выезжал \| \| НПР \| Был заявлен в числе участников, но не прибыл к началу соревнований \| \| О \| Соревнования отменены \| \| \| Не участвовал \| \| Поул-позиция \| \| \| Быстрый круг \| \| |                                                                    |
| Пример | Описание                                                           |
| 1 | Победитель                                                         |
| 2 | Второе место                                                       |
| 3 | Третье место                                                       |
| 5 | Финишировал, заработав очки                                        |
| Сход | Не финишировал, но при этом заработал очки                         |
| 12 | Финишировал, не получив очков                                      |
| НКЛ | Финишировал, но не попал в финальную классификацию                 |
| 15 | Участвовал вне зачёта, либо по отдельной классификации             |
| 18 | Не финишировал, но попал в финальную классификацию                 |
| Сход | Не финишировал                                                     |
| НКВ | Не прошёл квалификацию                                             |
| НПКВ | Не прошёл предквалификацию                                         |
| ДСК | Дисквалифицирован                                                  |
| ИСК | Исключён из протокола соревнований                                 |
| ТТ | Заявлен для участия только в тренировках                           |
| НС | Участвовал в квалификации, но не стартовал в гонке                 |
| Т | Травмирован или болен                                              |
| ОТК | Отказ от участия                                                   |
| НТР | Прибыл на соревнования, но на трассу не выезжал                    |
| НПР | Был заявлен в числе участников, но не прибыл к началу соревнований |
| О | Соревнования отменены                                              |
| | Не участвовал                                                      |
| Поул-позиция |                                                                    |
| Быстрый круг |                                                                    |